# Килинский, Теодор
Теодор Килинский (пол. Teodor Jan Kiliński; 1801-1863) — польский писатель.
Каноник в Познани, занимался изучением польской истории и литературы, а также канонического права; издал анонимно: «Dzieje narodu polskiego, z tablicą chronologiczną aż do naszych czasów, dla użytku młodzieży» (Познань, 1858; 4 изд., 1872); подготовил новое издание сочинений Л. Лукашевича: «Rys dziejów piśmiennictwa polskiego», снабдив его многими важными примечаниями (Познань, 1859; 2 изд., 1860). Другие труды Килинского: «Wiadomość о obiorze papieża i dworze jego etc.» (Краков, 1833); «Śpiewy nabożne dla użytku Katolików archidiecezji gnieźnieńskiej etc.» (Познань, 1862).